# 1999 (عدد)
العدد ألف وتسع مائة وتسعة وتسعون 1999 هو عدد صحيح، يلي العدد 1998، ويسبق العدد 2000، وهو عدد طبيعي.

## في الرياضيات
- عدد طبيعي.[1]
- عدد فردي.[2][3]
- عدد موجب،[4] السالب منه هو -1999.